# Lucca Sesano
Lucca Sesano (Buenos Aires, Argentina; 29 de septiembre de 2002) es un futbolista argentino. Juega de volante y su equipo actual es All Boys, de la Primera Nacional.

## Trayectoria

### All Boys
Sesano debutó el 31 de julio de 2021 en All Boys, en lo que finalmente sería empate entre el Albo y Brown de Adrogué.
En 2021 firmó su primer contrato profesional, con finalización en diciembre de 2023.

## Clubes
Actualizado al 1 de enero de 2023
| Equipo                                  | Div.                | Temporada           | Liga     | Liga  | Copa Nacional(1) | Copa Nacional(1) | Copa Internacional | Copa Internacional | Total    | Total |
| Equipo                                  | Div.                | Temporada           | Partidos | Goles | Partidos         | Goles            | Partidos           | Goles              | Partidos | Goles |
| All Boys Argentina                      | 2.ª                 | 2020                | 2        | 0     | -                | -                | -                  | -                  | 2        | 0     |
| All Boys Argentina                      | 2.ª                 | 2021                | 4        | 0     | -                | -                | -                  | -                  | 4        | 0     |
| All Boys Argentina                      | 2.ª                 | 2022                | 0        | 0     | -                | -                | -                  | -                  | 0        | 0     |
| All Boys Argentina                      | 2.ª                 | 2023                | 0        | 0     | -                | -                | -                  | -                  | 0        | 0     |
| All Boys Argentina                      | Total               | Total               | 6        | 0     | -                | -                | -                  | -                  | 6        | 0     |
| Total en su carrera                     | Total en su carrera | Total en su carrera | 6        | 0     | -                | -                | -                  | -                  | 6        | 0     |
| (1) Incluye datos de la Copa Argentina. |                     |                     |          |       |                  |                  |                    |                    |          |       |